# Sphagnum bordasii
Sphagnum bordasii là một loài rêu trong họ Sphagnaceae. Loài này được Besch. mô tả khoa học đầu tiên năm 1880.